# Gloria Swanson
Gloria Josephine May Swanson (Chicago, 27. ožujka 1899. – New York, 4. travnja 1983.) - američka glumica
Bila je jedna od vodećih glumica u vrijeme nijemog filma, ali i modna ikona. U tom je razdoblju bila posebno uspješna u filmovima koje je režirao Cecil B. DeMille. Poznata je i kao jedna od prvih glumica, koje su se usudile snimiti film koji se nije uklapao u holivudski moralni kodeks filmova tog vremena. Iz tog je razloga njezin film "Sadie Thompson" iz 1928. bio zabranjen, no, s druge strane, postao je jedan od njezinih najpopularnijih filmova, koji je objavljen isključivo na tajnim projekcijama, a Gloriji donio nominaciju za Oscara. Iako je 1929. uspješno prešla na zvučni film, zbog privatnih problema i vrlo loše financijske situacije, bila je prisiljena uskoro se povući iz filma.
Godine 1950., u 51. godini, vratila se na velika platna na velika vrata, u filmu "Bulevar sumraka" Billyja Wildera, koji je jedan od najvećih filmskih klasika zlatnog doba Hollywooda, a njezina uloga propale glumice Norme Desmond i dalje ima kultni status u glumačkim vodama.
Bila je vegetarijanka i jedna od ranih zagovornica zdrave prehrane.